# Velké Poříčí
Velké Poříčí (deutsch Groß Poritsch) ist ein Flecken in Tschechien. Er liegt fünf Kilometer nordöstlich von Náchod an der Grenze zu Polen und gehört zum Okres Náchod.

## Geographie
Velké Poříčí befindet sich westlich des Heuscheuergebirges im Tal der Metuje (Mettau). Der langgestreckte Ort ist im Norden mit Hronov zusammengewachsen und erstreckt sich bis zur Mündung der Brlenka. Am Hügel Jonák östlich des Ortes befindet sich ein Sportflugplatz. Über die Hügelkette rechts der Mettau verlaufen Bunkerlinien des Tschechoslowakischen Walls.
Nachbarorte sind Hronov im Norden, Zálesí und Zlíčko im Nordosten, Přední Zada, Žďárky und Czermna im Osten, Brné und Malá Čermná im Südosten, Słone und Malé Poříčí im Süden, Pavlišov im Südwesten, Slavíkov und Horní Radechová im Westen sowie Studénky im Nordwesten.

## Geschichte

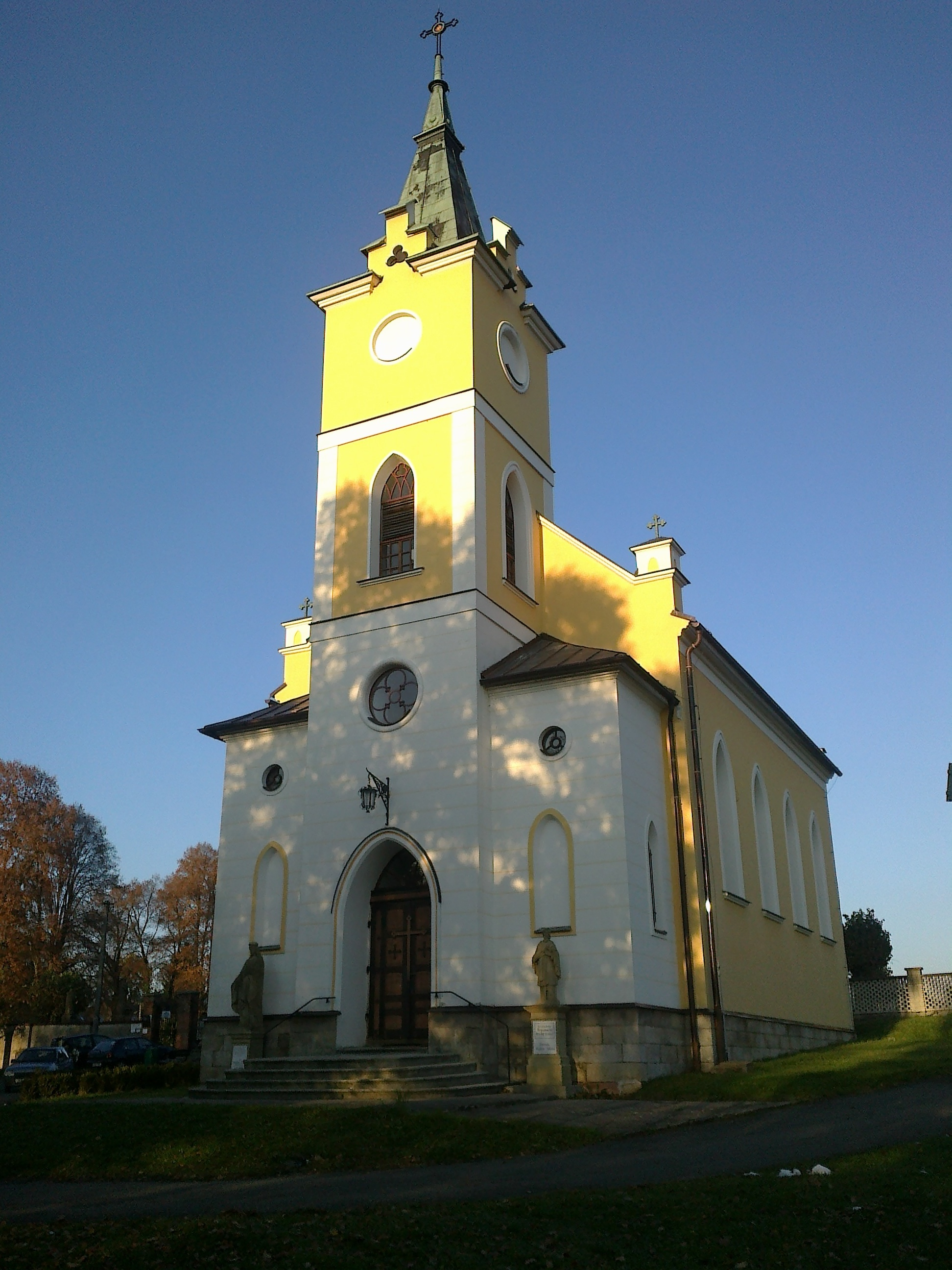
Kirche in Velké Poříčí

Velké Poříčí wurde wahrscheinlich im Zuge der Kolonisation der Gegend durch Hron von Načerat auf Náchod am Übergang vom 13. zum 14. Jahrhundert gegründet.
Die erste Erwähnung einer zur Herrschaft Nachod gehörigen Ansiedlung Poříčko stammt aus dem Jahre 1415. Nach Ansicht des Náchoder Historikers Jan Karel Hraše (1840–1907) soll in der Mitte des 15. Jahrhunderts der Handelsweg Trhovka von Stárkov nach Glatz durch Velké Poříčí geführt haben. Urkundlich nachweisbar ist der Ort seit 1496.
Velké Poříčí war ein Bauerndorf, das gerichtlich dem Städtchen Hronov unterstand. 1770 bestand der Ort aus 65 Häusern. In dieser Zeit erhielt Welike Porzicz auch das Recht zur Führung eines Gemeindesiegels. Zu Beginn des 19. Jahrhunderts war er auf 124 Häuser angewachsen und hatte 822 Einwohner. Zum Ende des 19. Jahrhunderts wandelte sich Velké Poříčí zu einer Industriegemeinde. Nach dem Bau der Bezirksstraße von Nachod nach Hronov im Jahre 1868 und dem zwischen 1873 und 1875 realisierten Eisenbahnbau von Chotzen nach Braunau siedelten sich mehrere große Webereien an: 1891 entstand die Fa. Fröhlich & Pentlarz, 1895 die Fa. Arnold Kraus und 1903 die Fa. Eduard Pick. Das Postamt entstand gleichfalls 1903. 1910 war die Einwohnerzahl auf 2880 angestiegen und die Dorfschule, die seit dem 1877 erfolgten Umbau bereits zweimal erweitert worden war, erwies sich erneut als zu klein.
Mit dem Projekt eines Schulneubaus auf dem Markt wurde der Architekt Richard Klenka Ritter von Vlastimil beauftragt. 1912 erfolgte die Einweihung des Schulneubaus; im Schuljahr 1913/14 wurden 453 Schüler unterrichtet. Zwischen 1910 und 1917 erfolgte die Elektrifizierung von Groß Poric. Im 20. Jahrhundert entstanden noch zwei Dampfziegeleien und weitere Betriebe. Eine Gendarmeriestation für die umliegenden Dörfer wurde 1921 eingerichtet. 1923 wurde der rechteckige Marktplatz von 43 Ar Größe angelegt. Über die Mettau erfolgte 1926 der Bau einer Betonbrücke.
Am 23. September 1949 wurde Velké Poříčí an die Stadt Hronov angegliedert. Am 24. November 1990 erhielt die Gemeinde wieder ihre Selbständigkeit. Im Jahre 2006 erhielt Velké Poříčí den nach dem Zweiten Weltkrieg verloren Status eines Fleckens zurück. In Velké Poříčí besteht eine mittlere Textilfachschule.

## Partnergemeinde
- Szczytna, Polen

## Gemeindegliederung
Für den Flecken Velké Poříčí sind keine Ortsteile ausgewiesen.

## Sehenswürdigkeiten
- Grundschule, das von Richard Klenka 1910–1912 gestaltete Gebäude am Markt wurde zum Kulturdenkmal erklärt
- Pfarrkirche Mariä Heimsuchung, erbaut 1906–1910
- Kraus-Villa, heute Kindergarten